# Arkys lancearius
Arkys lancearius är en spindelart som beskrevs av Charles Athanase Walckenaer 1837. Arkys lancearius ingår i släktet Arkys och familjen hjulspindlar. Inga underarter finns listade i Catalogue of Life.

## Bildgalleri

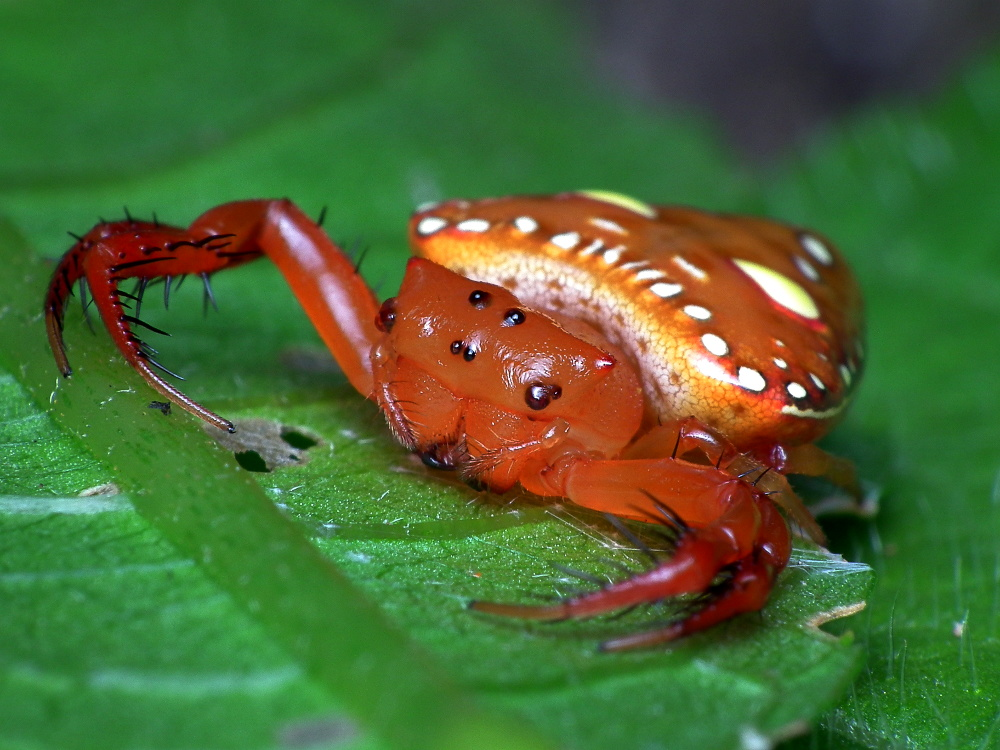